# Fain-lès-Moutiers
Pour les articles homonymes, voir Fain.
Fain-lès-Moutiers est une commune française située dans le département de la Côte-d'Or en région Bourgogne-Franche-Comté.

## Géographie

### Climat
Pour des articles plus généraux, voir Climat de la Bourgogne-Franche-Comté et Climat de la Côte-d'Or.
En 2010, le climat de la commune est de type climat des marges montargnardes, selon une étude du Centre national de la recherche scientifique s'appuyant sur une série de données couvrant la période 1971-2000. En 2020, Météo-France publie une typologie des climats de la France métropolitaine dans laquelle la commune est exposée à un climat océanique altéré et est dans la région climatique  Lorraine, plateau de Langres, Morvan, caractérisée par un hiver rude (1,5 °C), des vents modérés et des brouillards fréquents en automne et hiver. 
Pour la période 1971-2000, la température annuelle moyenne est de 10,2 °C, avec une amplitude thermique annuelle de 16,1 °C. Le cumul annuel moyen de précipitations est de 866 mm, avec 12,2 jours de précipitations en janvier et 8,5 jours en juillet. Pour la période 1991-2020, la température moyenne annuelle observée sur la station météorologique de Météo-France la plus proche, « Montbard_sapc », sur la commune de Montbard à 10 km à vol d'oiseau, est de 11,4 °C et le cumul annuel moyen de précipitations est de 853,5 mm,. Pour l'avenir, les paramètres climatiques de la commune estimés pour 2050 selon différents scénarios d'émission de gaz à effet de serre sont consultables sur un site dédié publié par Météo-France en novembre 2022.

## Urbanisme

### Typologie
Au 1er janvier 2024, Fain-lès-Moutiers est catégorisée commune rurale à habitat dispersé, selon la nouvelle grille communale de densité à 7 niveaux définie par l'Insee en 2022.
Elle est située hors unité urbaine. Par ailleurs la commune fait partie de l'aire d'attraction de Semur-en-Auxois, dont elle est une commune de la couronne,. Cette aire, qui regroupe 54 communes, est catégorisée dans les aires de moins de 50 000 habitants,.

### Occupation des sols
L'occupation des sols de la commune, telle qu'elle ressort de la base de données européenne d’occupation biophysique des sols Corine Land Cover (CLC), est marquée par l'importance des territoires agricoles (84,1 % en 2018), en diminution par rapport à 1990 (87 %). La répartition détaillée en 2018 est la suivante : 
terres arables (47,1 %), prairies (35,8 %), forêts (13,3 %), zones urbanisées (2,6 %), zones agricoles hétérogènes (1,2 %). L'évolution de l’occupation des sols de la commune et de ses infrastructures peut être observée sur les différentes représentations cartographiques du territoire : la carte de Cassini (XVIIIe siècle), la carte d'état-major (1820-1866) et les cartes ou photos aériennes de l'IGN pour la période actuelle (1950 à aujourd'hui).

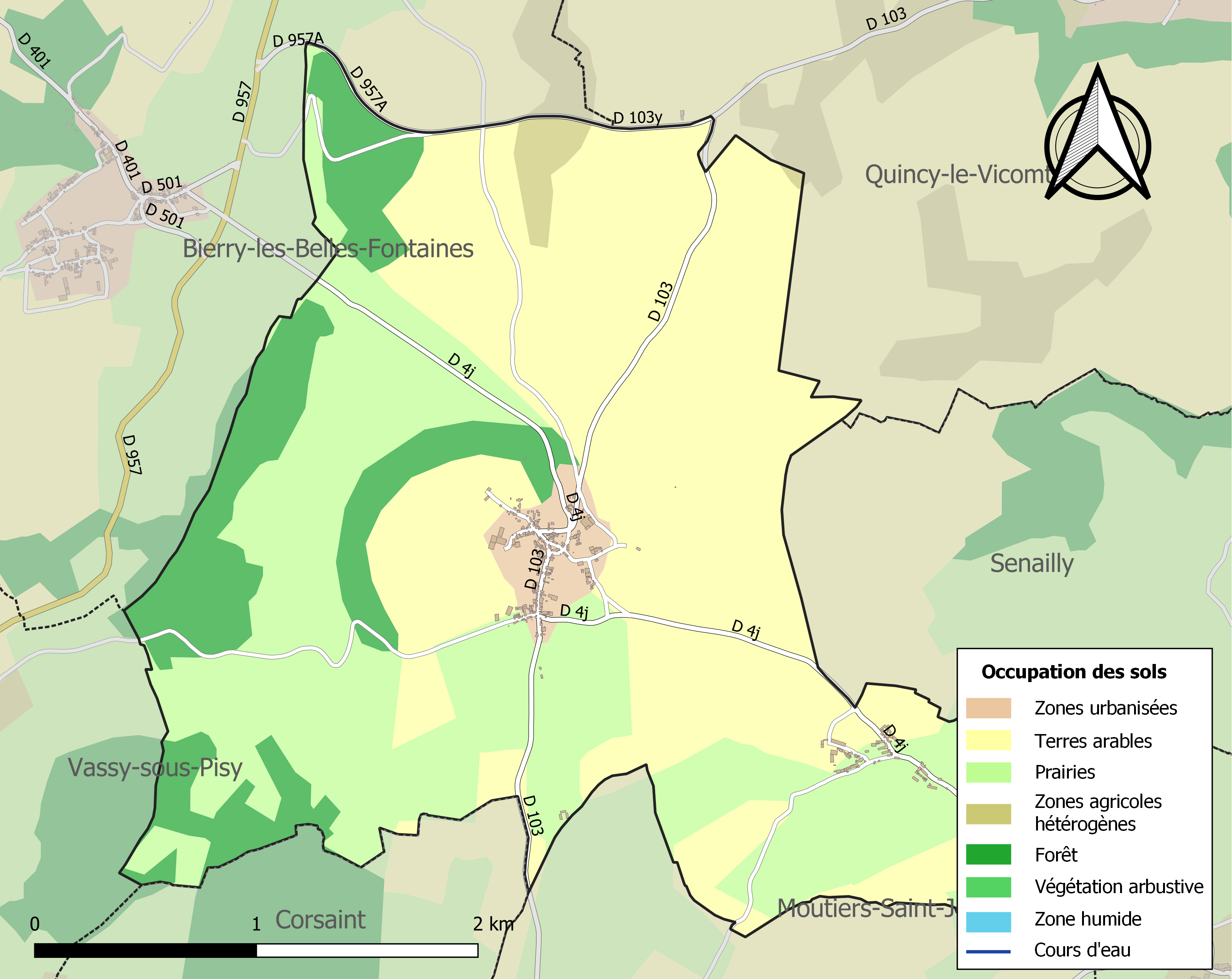
Carte des infrastructures et de l'occupation des sols de la commune en 2018 (CLC).

## Toponymie
Fain vient du latin Fines (Limites), traduction gallo-romaine du toponyme gaulois *equoranda, souvent associé à la frontière entre deux peuples gaulois, et dont la dérivation directe la plus fréquente est Ingrandes.
Au cours de la période révolutionnaire de la Convention nationale (1792-1795), la commune a porté le nom de Fain-lès-Réome.

Entre 1790 et 1794, le hameau de la commune, Saint-Just, porta le nom révolutionnaire de Bellevue-sur-Réome.

## Politique et administration
| Période                                  | Période  | Identité        | Étiquette | Qualité |
| ---------------------------------------- | -------- | --------------- | --------- | ------- |
| mars 2008                                | En cours | Jérôme Petident |           |         |
| Les données manquantes sont à compléter. |          |                 |           |         |

## Démographie
L'évolution du nombre d'habitants est connue à travers les recensements de la population effectués dans la commune depuis 1793. Pour les communes de moins de 10 000 habitants, une enquête de recensement portant sur toute la population est réalisée tous les cinq ans, les populations de référence des années intermédiaires étant quant à elles estimées par interpolation ou extrapolation. Pour la commune, le premier recensement exhaustif entrant dans le cadre du nouveau dispositif a été réalisé en 2005.

En 2022, la commune comptait 152 habitants, en évolution de −3,18 % par rapport à 2016 (Côte-d'Or : +0,82 %, France hors Mayotte : +2,11 %).
| 1793 | 1800 | 1806 | 1821 | 1831 | 1836 | 1841 | 1846 | 1851 |
| ---- | ---- | ---- | ---- | ---- | ---- | ---- | ---- | ---- |
| 413  | 432  | 396  | 387  | 387  | 373  | 397  | 401  | 370  |

| 1856 | 1861 | 1866 | 1872 | 1876 | 1881 | 1886 | 1891 | 1896 |
| ---- | ---- | ---- | ---- | ---- | ---- | ---- | ---- | ---- |
| 352  | 336  | 355  | 325  | 326  | 301  | 302  | 270  | 276  |

| 1901 | 1906 | 1911 | 1921 | 1926 | 1931 | 1936 | 1946 | 1954 |
| ---- | ---- | ---- | ---- | ---- | ---- | ---- | ---- | ---- |
| 304  | 302  | 260  | 208  | 208  | 212  | 209  | 177  | 226  |

| 1962 | 1968 | 1975 | 1982 | 1990 | 1999 | 2005 | 2006 | 2010 |
| ---- | ---- | ---- | ---- | ---- | ---- | ---- | ---- | ---- |
| 230  | 212  | 179  | 159  | 141  | 147  | 168  | 204  | 155  |

| 2015 | 2020 | 2022 | - | - | - | - | - | - |
| ---- | ---- | ---- | - | - | - | - | - | - |
| 159  | 150  | 152  | - | - | - | - | - | - |

## Lieux et monuments
- Église Notre-dame-de-l'Assomption : porche fin XVe siècle ;
- Chapelle saint-Georges du XIIIe siècle, au hameau de Saint Just, panorama ;
- Lavoir ;
- Étang Le Vassieu ;
- Cimetière : croix du XVIe siècle, inscrite à l'inventaire des Monuments Historiques en 1927.

## Personnalités liées à la commune
Village natal de sainte Catherine Labouré.
Charles Labouré (1778-1867). Né à Fain-lès-Moutiers. Officier d'artillerie de Napoléon Ier. Chevalier de la Légion d'honneur. Décédé à Semur.
(portrait dans la revue Tradition H. Série n° 23 sur l'artillerie, p. 15) Notice ajoutée par l'auteur de la revue.